# Iconoclasia
La iconoclasia o iconoclastia (del griego bizantino εἰκονοκλασία eikonoklasía, "rotura de imágenes") es un rechazo a las imágenes religiosas (pinturas, iconos, estatuas). Es también el nombre de la herejía que alteró la paz de la Iglesia Oriental en los siglos VIII y IX, la cual causó la última de las muchas brechas con Roma que prepararon el camino al Cisma de Focio. Un ejemplo de iconoclasia fue la tradición bizantina, sobre todo de León III, que ordenó la destrucción de todas las representaciones de Jesús, de la Virgen María y, especialmente, de los santos.
Las creencias de los iconoclastas son contrarias a las de los iconódulos. Se denomina iconodulía o iconodulia a la veneración (dulía) de imágenes (iconos). En el catolicismo se diferencia de la idolatría en que no se adoran las imágenes en sí, puesto que implicaría reconocer la divinidad de la imagen, lo cual iría en contra del dogma de la Santísima Trinidad que aceptan las propias iglesias católicas (de rito latino y oriental, ortodoxas...), ya que habría otra «divinidad» aparte del Dios Trinitario (el propio icono). En las distintas ramas del catolicismo apostólico, el icono o escultura es reconocido como espejo de lo divino que ayuda a la meditación y al rezo, pero nunca es adorado, a causa de lo que se enunció anteriormente. Sin embargo, la iconodulía no estaría perseguida, sino que, de acuerdo con la doctrina católica, sería acorde con los preceptos religiosos, recibiendo sus practicantes el nombre de iconódulos.
A partir del s. XIX, el término iconoclasia se extiende a otras instituciones, incluyendo las seglares: el iconoclasta puede oponerse a tradiciones literarias, artísticas, o políticas.

## Iconoclasia religiosa temprana

### Antiguo Egipto

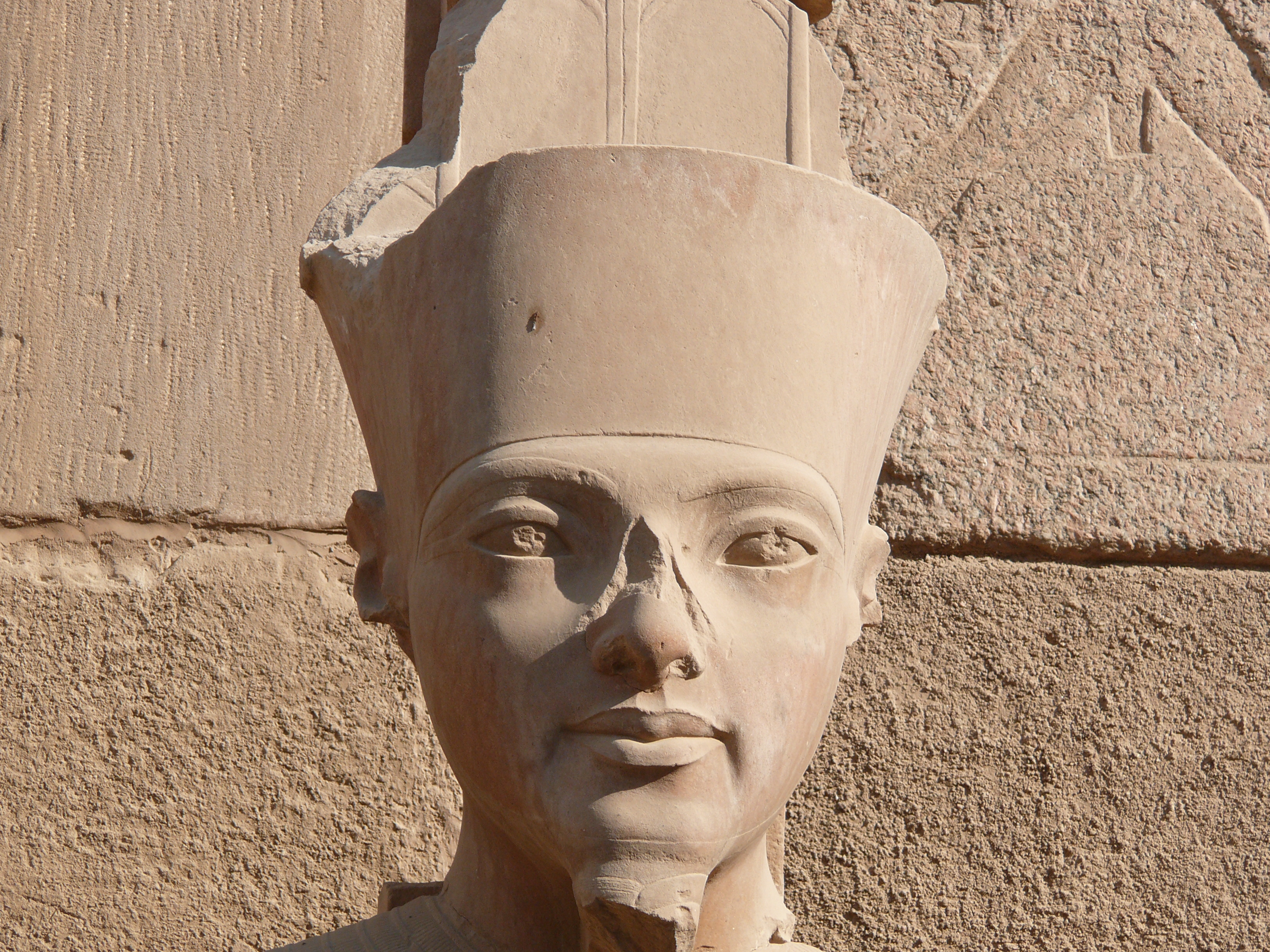
Amon

En la Edad de Bronce, el episodio más significativo de iconoclasia se produjo en Egipto durante el Período de Amarna, cuando Akenatón, con sede en su nueva capital de Ajetatón, instituyó un cambio significativo en los estilos artísticos egipcios junto con una campaña de intolerancia hacia los dioses tradicionales y un nuevo énfasis en una tradición estatal monolatrística centrada en el dios Atón, el disco del Sol, con el resultado de que muchos templos y monumentos fueron destruidos.
En rebelión contra la antigua religión y los poderosos sacerdotes de Amón, Akenatón ordenó la erradicación de todos los dioses tradicionales de Egipto. Envió a funcionarios reales a cincelar y destruir toda referencia a Amón y los nombres de otras deidades en tumbas, paredes de templos y cartuchos para inculcar al pueblo que el Atón era el único dios verdadero.
Las referencias públicas a Akenatón fueron destruidas poco después de su muerte. Comparando a los antiguos egipcios con los israelitas, Jan Assmann escribe:
Para Egipto, el mayor horror era la destrucción o el secuestro de las imágenes de culto. A los ojos de los israelitas, la erección de imágenes significaba la destrucción de la presencia divina; a los ojos de los egipcios, este mismo efecto se conseguía con la destrucción de las imágenes. En Egipto, la iconoclasia era el crimen religioso más terrible; en Israel, el crimen religioso más terrible era la idolatría. En este sentido, Osarseph alias Akenatón, el iconoclasta, y el Becerro de Oro, el parangón de la idolatría, se corresponden inversamente, y es extraño que Aarón pudiera evitar tan fácilmente el papel de criminal religioso. Es más que probable que estas tradiciones hayan evolucionado bajo una influencia mutua. En este sentido, Moisés y Akenatón llegaron a estar, después de todo, estrechamente relacionados.

### Antiguo Israel y judaísmo
Según la Biblia hebrea, Dios instruyó a los israelitas para que "destruyeran todas [las] piedras grabadas, destruyeran todas [las] imágenes moldeadas y demolieran todos [los] lugares altos" de la población indígena cananea tan pronto como entraran en la Tierra Prometida.
En el judaísmo, el rey Ezequías purgó el Templo de Salomón en Jerusalén y también se destruyeron todas las figuras en la Tierra de Israel, incluido el Nehushtan, según consta en el Segundo libro de los reyes. Sus reformas fueron revertidas en el reinado de su hijo Manasés.

## Iconoclasia en el ámbito islámico
Los musulmanes tienen la prohibición de representar figuras humanas en las mezquitas, no la prohibición general del uso de la figura humana en otros ámbitos, como ejemplifican los testimonios musivos conservados en los llamados Palacios del desierto.
De todas formas, ha estado siempre completamente prohibido el representar imágenes divinas (de hecho, en las representaciones de Mahoma su rostro no suele aparecer).

## Iconoclasia en la historia cristiana

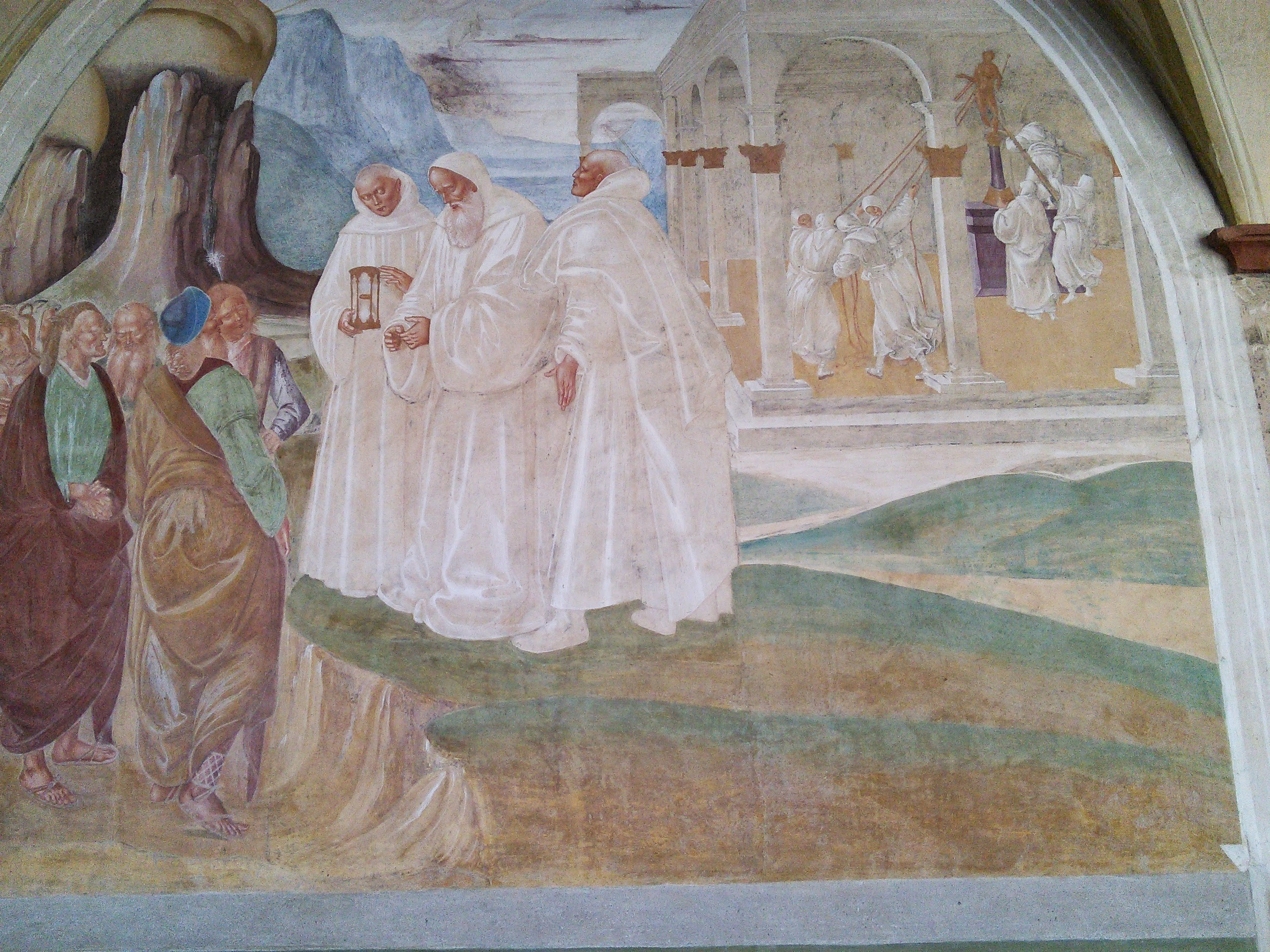
Los monjes de San Benito destruyen una imagen de Apolo, adorada en el Imperio Romano

Se han registrado expresiones dispersas de oposición al uso de imágenes: en 305-306 d. C., el Concilio de Elvira pareció avalar la iconoclasia; el canon 36 dice: "Las imágenes no deben colocarse en las iglesias, para que no se conviertan en objetos de culto y adoración"." La proscripción cesó tras la destrucción de los templos paganos. Sin embargo, el uso generalizado de la iconografía cristiana sólo comenzó a medida que el cristianismo se extendía cada vez más entre los gentiles después de la legalización del cristianismo por el emperador romano Constantino (c. 312 d. C.). Durante el el proceso de cristianización bajo Constantino, los grupos cristianos destruyeron las imágenes y esculturas expresivas de la religión estatal politeísta del Imperio Romano.
Entre los primeros teólogos de la iglesia, las tendencias iconoclastas fueron apoyadas por teólogos como: Tertuliano, Clemente de Alejandría, Orígenes, Lactantius, Justino Mártir, Eusebio y Epifanio.

### Iconoclasia bizantina
El emperador León III prohibió la veneración de las imágenes que representaban a Cristo y a los santos en 726. Lo hizo por razones de orden religioso y político. Su hijo, Constantino V (741-775), quien convocó el Concilio de Hieria (considerado ilegítimo por la Iglesia católica), con el objeto de condenar la veneración de imágenes. Este emperador heredó un grave enfrentamiento entre la población mayormente a favor del uso de imágenes y la postura oficial, que finalmente concluyó utilizando su poderío militar.

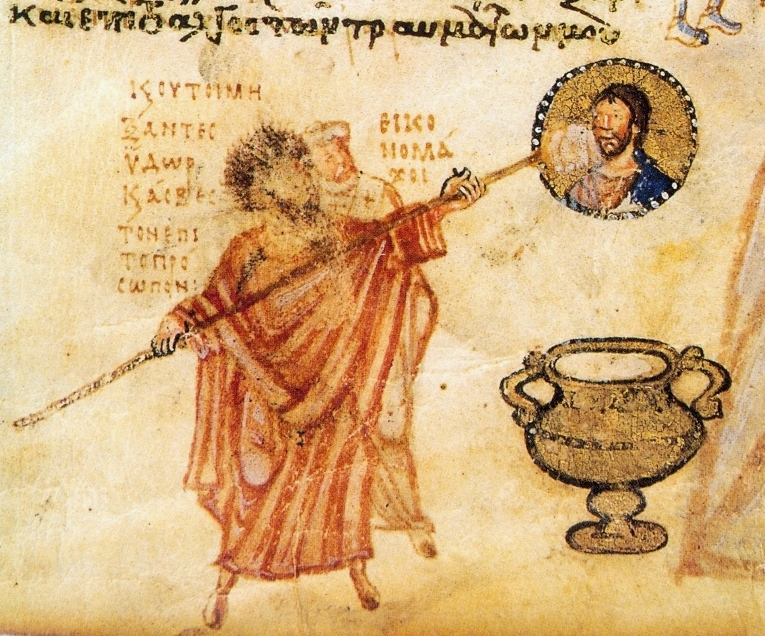
Iconoclasia bizantina, Salterio Chludov, siglo IX

El período posterior al reinado del Emperador bizantino Justiniano (527-565) fue testigo de un enorme aumento en el uso de imágenes, tanto en volumen como en calidad, y de una reacción de aniconismo creciente.
Un cambio notable dentro del Imperio bizantino se produjo en el año 695, cuando el gobierno de Justiniano II añadió una imagen de Cristo de cara completa en el anverso de las monedas de oro imperiales. El cambio hizo que el Califa Abd al-Malik dejara de adoptar los tipos de monedas bizantinas. Inició una acuñación puramente islámica con letras únicamente. Una carta del Patriarca Germano, escrita antes del año 726 a dos obispos iconoclastas, dice que "ahora ciudades enteras y multitudes de personas están en considerable agitación sobre este asunto", pero hay poca evidencia escrita del debate.
La iconoclasia dirigida por el gobierno comenzó con el emperador bizantino León III, que emitió una serie de edictos entre 726 y 730 contra la veneración de imágenes. El conflicto religioso creó divisiones políticas y económicas en la sociedad bizantina; la iconoclasia fue generalmente apoyada por los pueblos orientales, más pobres y no griegos del Imperio, que tenían que lidiar frecuentemente con las incursiones del nuevo Imperio musulmán. Por otro lado, los griegos más ricos de Constantinopla y los pueblos de las provincias balcánicas e italianas se opusieron firmemente a la iconoclasia.
Tras el segundo concilio de Nicea en 787 se afirmó la veneración de iconos, con base en la encarnación de Jesucristo en hombre.
El emperador León V (813-820) instauró un segundo periodo de luchas en 813, continuado por los siguientes emperadores hasta Teófilo. Al morir este, su esposa Teodora movilizó a los iconódulos y proclamó la restauración de iconos en 843.

#### Primer período iconoclasta: 730-787
En algún momento entre 726 y 730, el emperador bizantino León III el Isáurico comenzó la campaña iconoclasta. Ordenó la retirada de una imagen de Jesús colocada de forma destacada sobre la puerta Chalke, la entrada ceremonial al Gran Palacio de Constantinopla, y su sustitución por una cruz. Algunos de los encargados de la tarea fueron asesinados por una banda de iconódulos.
A lo largo de los años se desarrolló un conflicto entre los que querían utilizar las imágenes, afirmando que eran "iconos" que debían ser "venerados", y los iconoclastas que afirmaban que eran simplemente ídolos. [El Papa Gregorio III " convocó un sínodo en el año 730 y condenó formalmente el iconoclasmo como herético y excomulgó a sus promotores. La carta papal nunca llegó a Constantinopla, ya que los mensajeros fueron interceptados y arrestados en Sicilia] por los bizantinos". El emperador bizantino Constantino V convocó el Concilio de Hieria en 754. Los 338 obispos reunidos concluyeron que "el ilícito arte de pintar criaturas vivientes blasfemaba la doctrina fundamental de nuestra salvación -a saber, la Encarnación de Cristo- y contradecía los seis santos sínodos ... Si alguien se empeña en representar las formas de los santos en cuadros sin vida con colores materiales que no tienen ningún valor (pues esta noción es vana e introducida por el diablo), y no representa más bien sus virtudes como imágenes vivas en sí misma, etc ... que sea anatema". Este Concilio pretendía ser el legítimo "Séptimo Concilio Ecuménico".

#### Segundo Concilio de Nicea (787)

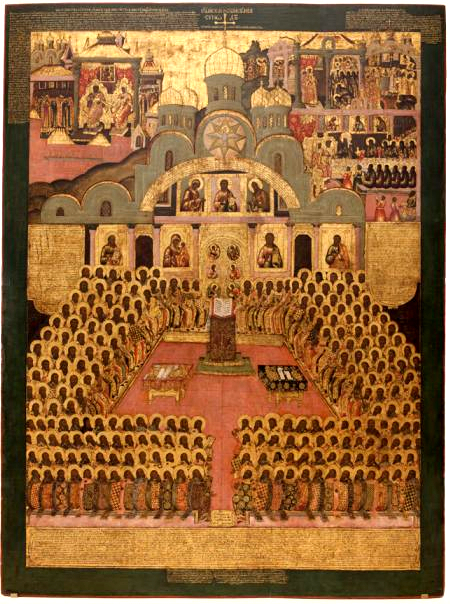
Un icono del Séptimo Concilio Ecuménico (Convento de Novodevichy, Moscú).

En el año 780, Constantino VI subió al trono en Constantinopla, pero al ser menor de edad, fue dirigido por su madre la emperatriz Irene.  Ella decidió que era necesario celebrar un concilio ecuménico para tratar el tema de la iconoclasia y dirigió esta petición al Papa Adriano I (772-795) en Roma. Éste anunció su acuerdo y convocó la convención el 1 de agosto de 786 en presencia del emperador y la emperatriz. Los procedimientos iniciales fueron interrumpidos por la entrada violenta de soldados iconoclastas fieles a la memoria del anterior emperador Constantino V. Esto provocó que el concilio se aplazara hasta que se pudiera reunir un ejército fiable para proteger los procedimientos. El concilio se volvió a reunir en Nicea el 24 de septiembre de 787. Durante esos procedimientos se adoptó lo siguiente:

... declaramos que defendemos libres de toda innovación todas las tradiciones eclesiásticas escritas y no escritas que nos han sido confiadas. Una de ellas es la producción de arte representativo; esto está en plena armonía con la historia de la difusión del Evangelio, ya que proporciona la confirmación de que el devenir hombre de la Palabra de Dios fue real y no sólo imaginario, y ya que nos aporta un beneficio similar. En efecto, las cosas que se ilustran mutuamente poseen sin duda el mensaje de la otra.

 ... decretamos con toda precisión y cuidado que, al igual que la figura de la honrada y vivificante cruz, las veneradas y santas imágenes, ya sean pintadas o de mosaico o de otro material adecuado, sean expuestas en las santas iglesias de Dios, en los instrumentos y ornamentos sagrados, en las paredes y paneles, en las casas y por las vías públicas; Se trata de las imágenes de nuestro Señor, Dios y salvador, Jesucristo, y de nuestra Señora sin mancha, la santa portadora de Dios, y de los venerados ángeles y de cualquiera de los santos varones. Cuanto más frecuentemente se vean en el arte de la representación, más se sienten atraídos los que las ven a recordar y añorar a los que sirven de modelo, y a rendir a estas imágenes el tributo de la salutación y la veneración respetuosa. Ciertamente, no se trata de la plena adoración conforme a nuestra fe, que se rinde propiamente sólo a la naturaleza divina, pero se asemeja a la que se da a la figura de la cruz honrada y vivificante, y también a los libros sagrados de los evangelios y a otros objetos de culto sagrados.

.
(Nota:véase también para el texto original de pretraducción de este consejo en griego y latín)

#### Controversia
Los relatos de los argumentos iconoclastas se encuentran en gran medida en los escritos de los iconódulos. Para entender los argumentos iconoclastas, hay que tener en cuenta los puntos principales:
1. La iconoclasia condenaba la realización de cualquier imagen sin vida (por ejemplo,  pintura o estatua) que pretendiera representar a Jesús o a uno de los santos. El "Epítome de la definición del conciliábulo iconoclasta" (Sínodo de Hiereia) celebrado en el año 754 declaró:[33]

Apoyados en las Sagradas Escrituras y en los Padres, declaramos unánimemente, en nombre de la Santísima Trinidad, que sea rechazada y eliminada y maldecida de la Iglesia Cristiana toda semejanza que se haga de cualquier material y color por el mal arte de los pintores . Si alguien se aventura a representar la imagen divina (χαρακτήρ, charaktēr) del Verbo después de la Encarnación con colores materiales, ¡que sea anatema! Si alguien se empeña en representar las formas de los santos en imágenes sin vida con colores materiales que no tienen ningún valor (pues esta noción es vana e introducida por el diablo), y no representa más bien sus virtudes como imágenes vivas en sí mismo, ¡que sea anatema!

1. Para los iconoclastas, la única imagen religiosa real debe ser una semejanza exacta del prototipo, de la misma sustancia, lo que consideraban imposible, viendo la madera y la pintura como vacías de espíritu y vida. Así, para los iconoclastas el único "icono" verdadero (y permitido) de Jesús era la Eucaristía, que según los creyentes, es su cuerpo y su sangre.
2. Cualquier imagen verdadera de Jesús debe ser capaz de representar tanto su naturaleza divina (que es imposible porque no se puede ver ni abarcar) como su naturaleza humana. Pero al hacer un icono de Jesús, se está separando su naturaleza humana y divina, ya que sólo se puede representar la humana (separar las naturalezas se consideraba nestorianismo), o bien confundir las naturalezas humana y divina, considerándolas una sola (la unión de las naturalezas humana y divina se consideraba monofisitismo).
3. El uso de los iconos con fines religiosos era visto como una innovación en la Iglesia, un engaño satánico a los cristianos para que volvieran a la práctica pagana.

Satanás engañó a los hombres para que adoraran a la criatura en lugar del Creador. La Ley de Moisés y los Profetas cooperaron para eliminar esta ruina. Pero el demiurgo del mal anteriormente mencionado ... volvió a introducir gradualmente la idolatría bajo la apariencia del cristianismo.
También se consideraba un alejamiento de la antigua tradición eclesiástica, de la que existía un registro escrito que se oponía a las imágenes religiosas.

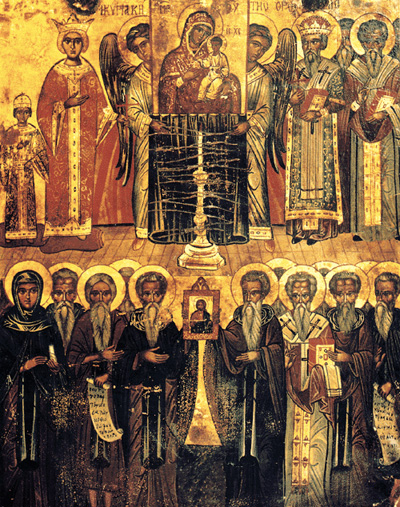
Triunfo de la Ortodoxia.

Los principales opositores teológicos a la iconoclasia fueron los monjes Mansur (Juan de Damasco), que, al vivir en territorio musulmán como consejero del califa de Damasco, estaba lo suficientemente alejado del emperador bizantino como para eludir las represalias, y Teodoro el Estudiante, abad del monasterio de Stoudios en Constantinopla. Juan declaró que no veneraba la materia, "sino al creador de la materia". Sin embargo, también declaró: "Pero también venero la materia a través de la cual me llegó la salvación, como si estuviera llena de energía y gracia divina". Incluye en esta última categoría la tinta en la que se escribieron los evangelios, así como la pintura de las imágenes, la madera de la Cruz y el Cuerpo y la Sangre de Jesús.
La respuesta de los iconódulos a la iconoclasia incluía:
1. La afirmación de que el mandamiento bíblico que prohibía las imágenes de Dios había sido superado por la encarnación de Jesús, quien, siendo la Segunda Persona de la Trinidad, es Dios encarnado en materia visible. Por lo tanto, no estaban representando al Dios invisible, sino a Dios tal y como aparecía en la carne. Esto se convirtió en un intento de cambiar la cuestión de la encarnación a su favor, mientras que los iconoclastas habían utilizado la cuestión de la encarnación en su contra.
2. Además, en su opinión, los ídolos representaban personas sin sustancia o realidad, mientras que los iconos representaban personas reales. En esencia, el argumento era "todas las imágenes religiosas que no son de nuestra fe, son ídolos; todas las imágenes de nuestra fe son iconos que deben ser venerados". Esto se consideraba comparable a la práctica del Antiguo Testamento de ofrecer sacrificios quemados sólo a Dios, y no a otros dioses.
3. Moisés había sido instruido por Dios según el Éxodo 25[34] para hacer estatuas de oro de ángeles querubines en la tapa del Arca de la Alianza, y según el Éxodo 26[35] Dios ordenó a Moisés que bordara con querubines la cortina que separaba el Santo de los Santos en el Tabernáculo. A Moisés también le había dicho Dios que bordara las paredes de la tienda del Tabernáculo con ángeles querubines según el Éxodo 26[36] y el Éxodo 36.[37]
4. En cuanto a la tradición escrita que se oponía a la fabricación y veneración de imágenes, afirmaban que los iconos formaban parte de una tradición oral no registrada (parádosis, sancionada en el cristianismo como autorizada en la doctrina por referencia a Tesalonicenses 2,[38] Basilio el Grande, etc.).
5. Los argumentos se basaban en la milagrosa Acheiropoieta, el supuesto icono de la Virgen pintado con su aprobación por San  Lucas, y otros sucesos milagrosos en torno a los iconos, que demostraban la aprobación divina de las prácticas de los iconódulos.
6. Los iconódulos argumentaban, además, que decisiones como la de si los iconos debían ser venerados o no, eran tomadas propiamente por la iglesia reunida en consejo, y no impuestas a la iglesia por un emperador. Por lo tanto, el argumento también implicaba la cuestión de la relación adecuada entre la Iglesia y el Estado. En relación con esto estaba la observación de que era insensato negar a Dios el mismo honor que se daba libremente al emperador humano.

### Manifestaciones posteriores
Pedro de Bruys se oponía al uso de imágenes religiosas, los Strigolniki también fueron posiblemente iconoclastas. Claudio de Turín fue obispo de Turín desde 817 hasta su muerte. Es más conocido por la enseñanza de la iconoclasia.

### Iconoclasia protestante
La mayoría de las confesiones protestantes ven en la veneración a las imágenes una manifestación de idolatría y como una falta directa al segundo de los Diez Mandamientos.
La primera oleada iconoclasta se produjo en Wittenberg a principios de la década de 1520 bajo los reformadores Thomas Müntzer y Andreas Karlstadt, en ausencia de Martín Lutero, quien entonces, oculto bajo el seudónimo de 'Junker Jörg', intervino para calmar los ánimos. Lutero argumentó que la representación mental de Cristo al leer las Escrituras tenía un carácter similar al de las representaciones artísticas de Cristo.
A diferencia de los luteranos, que favorecían ciertos tipos de arte sacro en sus iglesias y hogares, los líderes de la tradición reformada, en particular Andreas Karlstadt, Ulrico Zuinglio y Juan Calvino, alentaron la eliminación de las imágenes religiosas invocando la prohibición de la idolatría y la fabricación de imágenes esculpidas de Dios en el Decálogo. Como resultado, los individuos atacaron las estatuas e imágenes, más famosamente en la beeldenstorm en toda Holanda en 1566. Sin embargo, en la mayoría de los casos, las autoridades civiles retiraron las imágenes de forma ordenada en las ciudades y territorios protestantes reformados de Europa.

La iconoclasia calvinista durante la Reforma
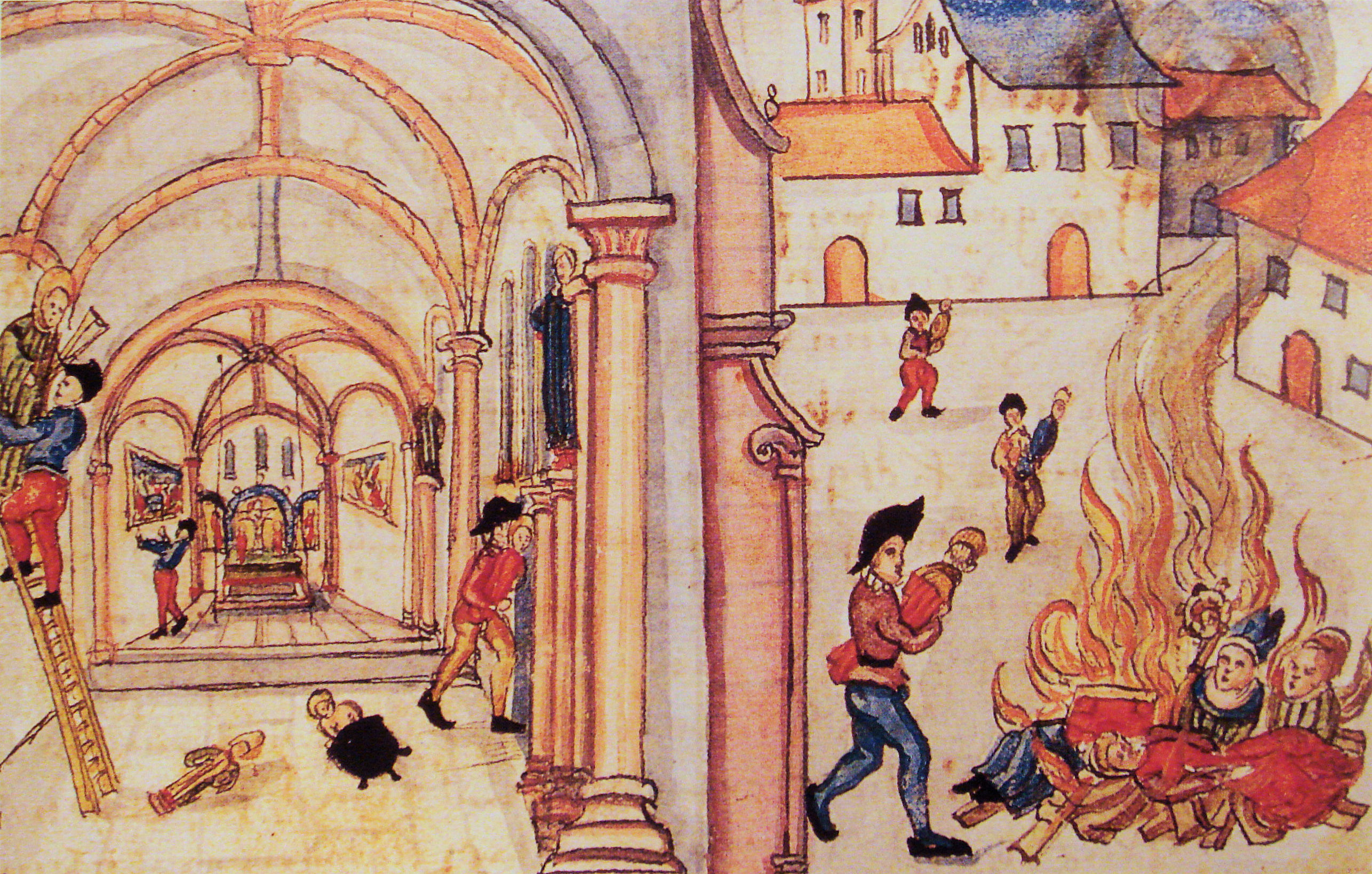
Destrucción de imágenes religiosas por los reformados en Zúrich, 1524.
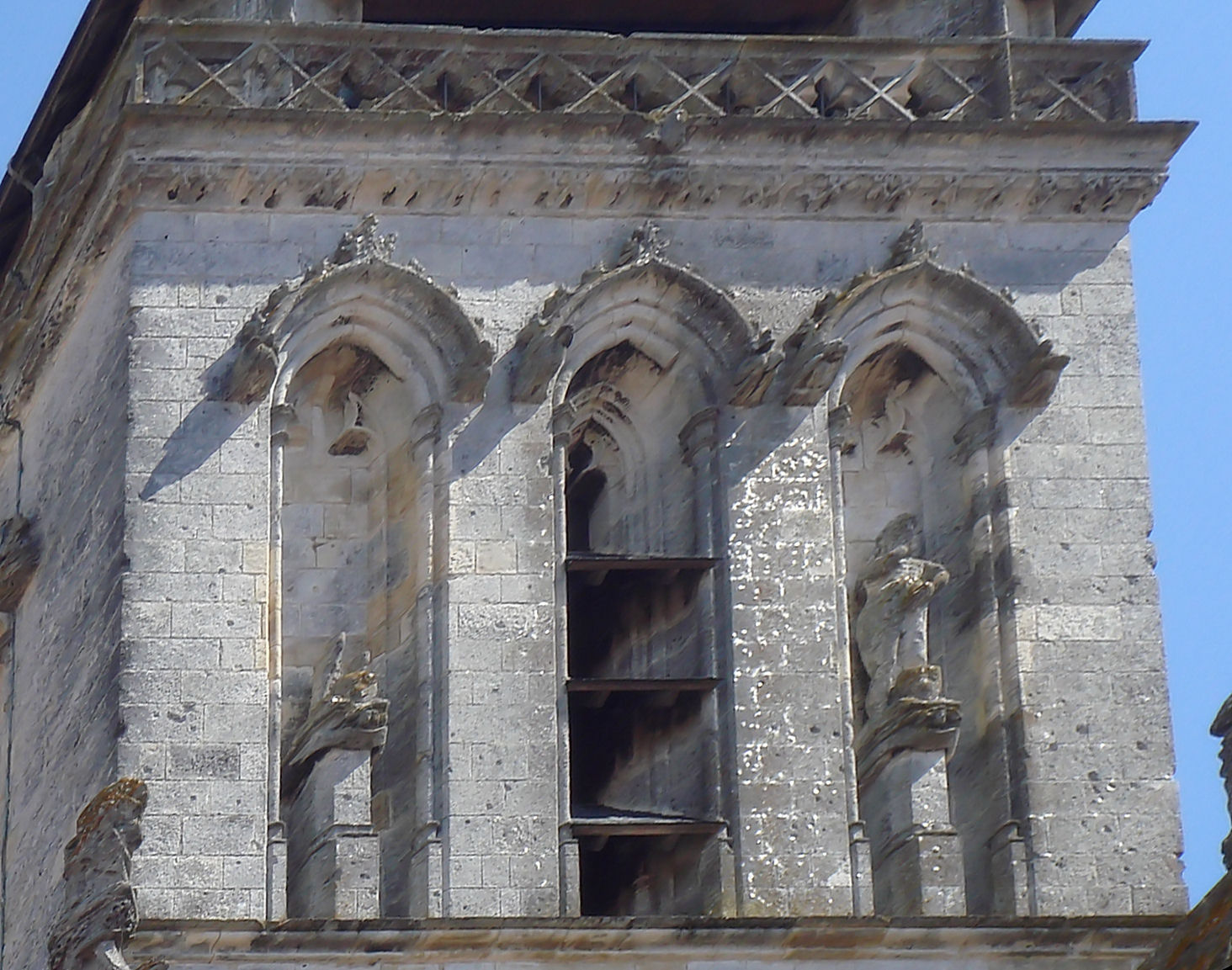
Restos de la iconoclasia calvinista, Clocher Saint-Barthélémy, La Rochelle, Francia.

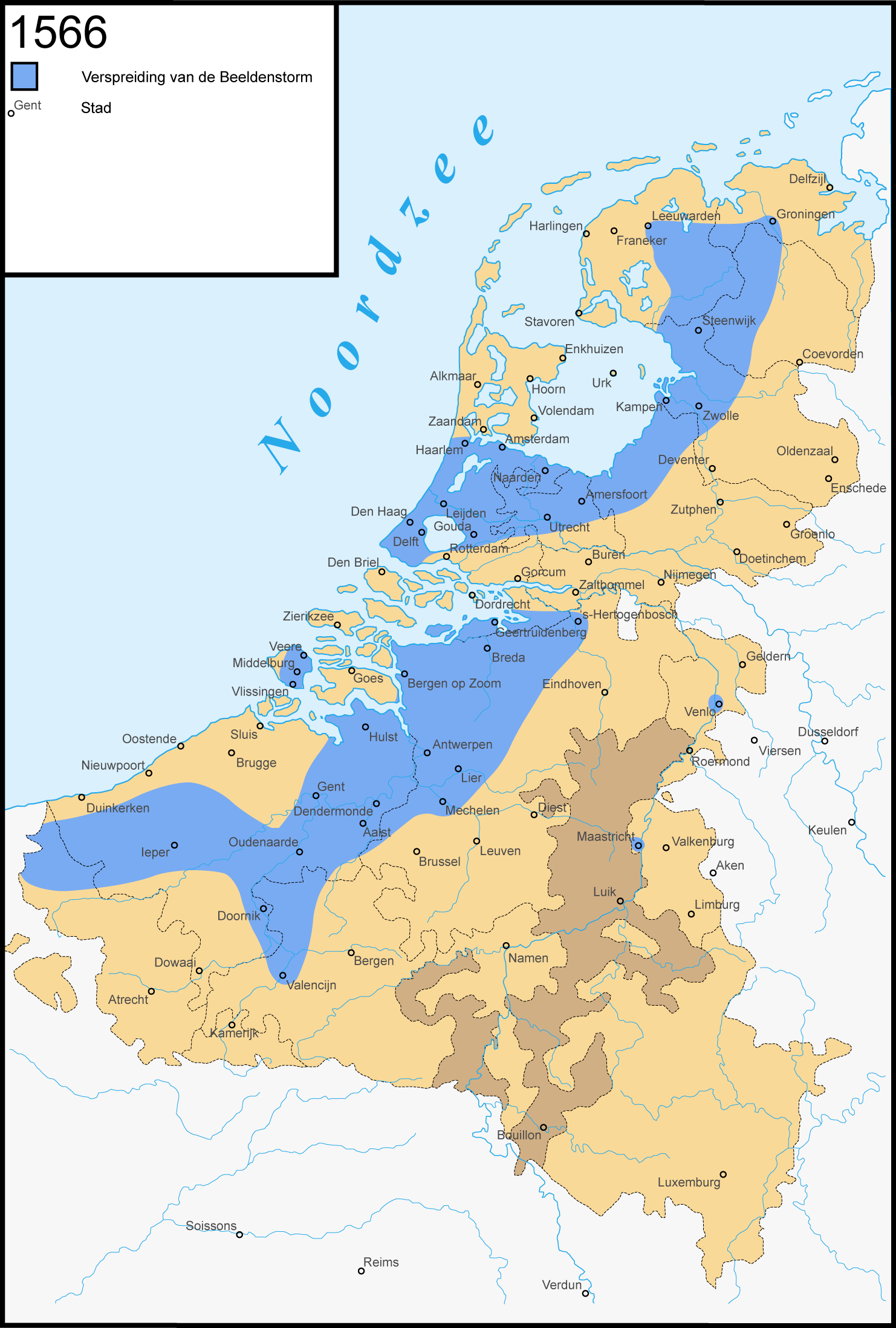
Extensión (en azul) de la Beeldenstorm a través de los Países Bajos españoles.

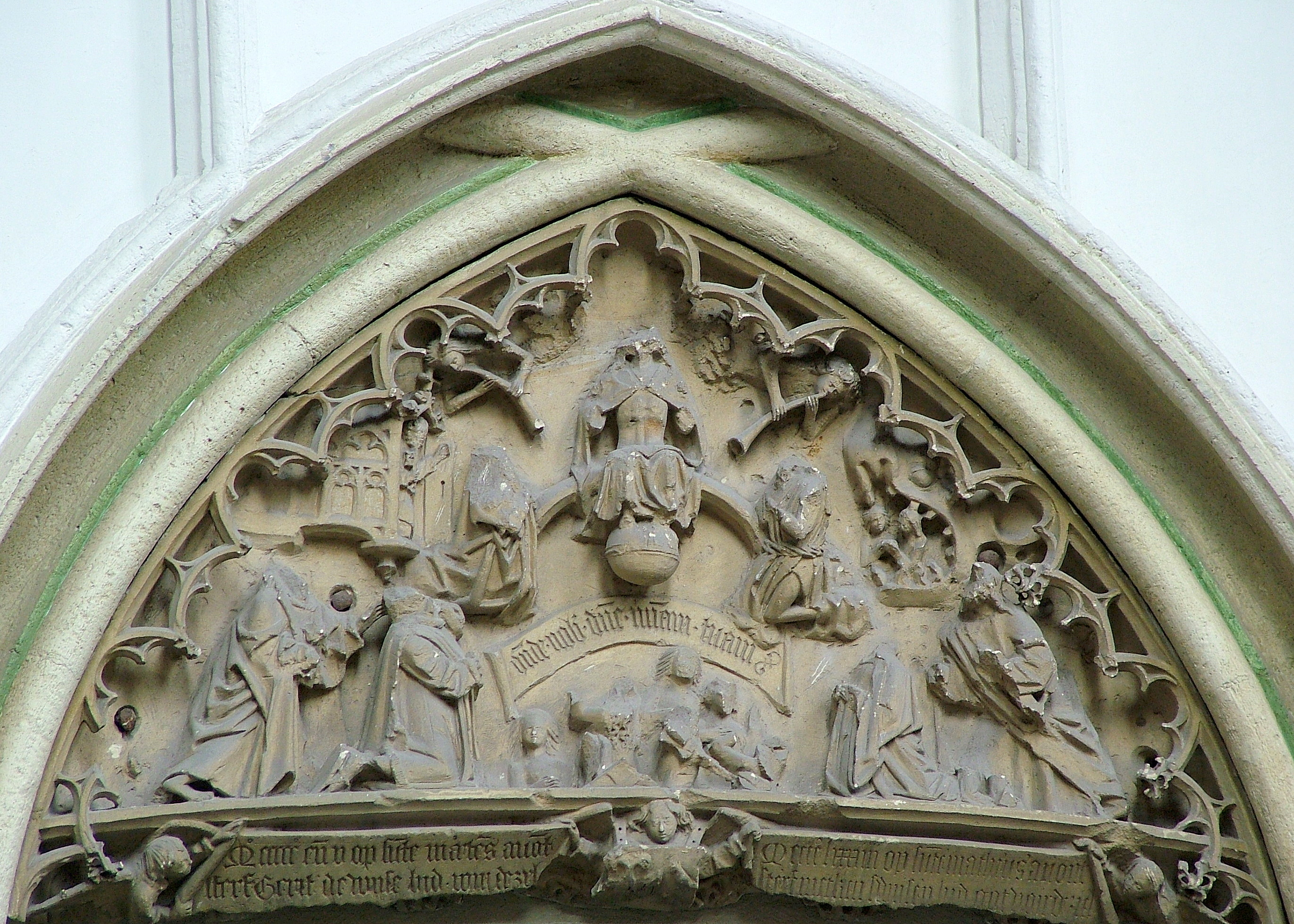
Iconoclasia del siglo XVI en la Reforma Protestante. Las estatuas en relieve de St. Stevenskerk en Nimega, Países Bajos, fueron atacadas y desfiguradas por los calvinistas en la Beeldenstorm.

La creencia de la iconoclasia causó estragos en toda Europa. En 1523, específicamente debido al reformador suizo Ulrico Zuinglio, un gran número de sus seguidores se consideraban involucrados en una comunidad espiritual que en materia de fe no debía obedecer ni a la Iglesia visible ni a las autoridades laicas. Según Peter George Wallace, "el ataque de Zuinglio a las imágenes, en el primer debate, desencadenó incidentes iconoclastas en Zúrich y en los pueblos bajo jurisdicción civil que el reformador no estaba dispuesto a consentir". Debido a esta acción de protesta contra la autoridad, "Zuinglio respondió con un tratado cuidadosamente razonado de que los hombres no podían vivir en sociedad sin leyes y restricciones"
Se produjeron importantes disturbios iconoclastas en Basilea (1529), Zúrich (1523), Copenhague (1530), Münster (1534), Ginebra (1535), Augsburgo (1537), Escocia (1559), Ruan (1560), Saintes y La Rochelle (1562). La iconoclasia calvinista en Europa "provocó disturbios reactivos por parte de turbas luteranas" en Alemania y "antagonizó a la vecina Iglesia Ortodoxa Oriental" en la región del Báltico.
Las Diecisiete Provincias (ahora los Países Bajos, Bélgica y partes del norte de Francia) se vieron perturbadas por la iconoclasia calvinista generalizada en el verano de 1566. Este periodo, conocido como Beeldenstorm, comenzó con la destrucción de la estatuaria del Monasterio de San Lorenzo en Steenvoorde tras un "Hagenpreek" o sermón al aire libre de Sebastiaan Matte el 10 de agosto de 1566; en octubre la ola de furor había recorrido toda la Países Bajos españoles hasta Groningen. Otros cientos de ataques indujeron al saqueo del monasterio de San Antonio tras un sermón de Jacob de Buysere. La Furia de los Ochenta marcó el inicio de la revolución contra las fuerzas españolas y la Santa Sede.

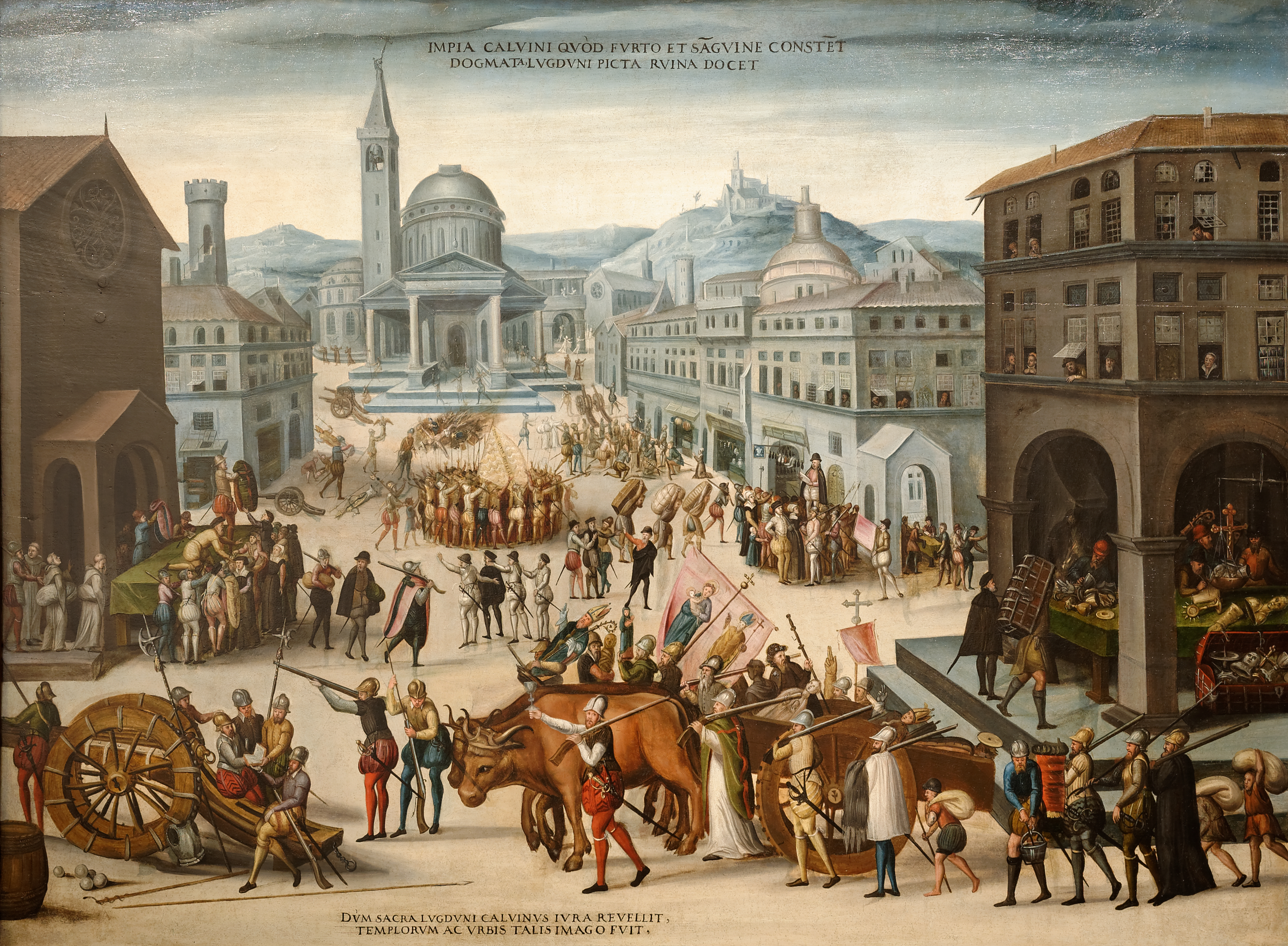
Saqueo de las iglesias de Lyon por los calvinistas en 1562, por Antoine Caron.

Durante la Reforma en Inglaterra, iniciada durante el reinado del monarca anglicano Enrique VIII e impulsada por reformadores como Hugh Latimer y Thomas Cranmer, se tomaron medidas oficiales limitadas contra las imágenes religiosas en las iglesias a finales de la década de 1530. El joven hijo de Enrique, Eduardo VI, subió al trono en 1547 y, bajo la dirección de Cranmer, promulgó ese mismo año mandatos para las reformas religiosas y, en 1550, una Ley del Parlamento "para la abolición y eliminación de diversos libros e imágenes". Durante la guerra civil inglesa, el obispo Joseph Hall de Norwich describió los acontecimientos de 1643 cuando las tropas y los ciudadanos, alentados por una ordenanza del Parlamento contra la superstición y la idolatría, se comportaron así:
¡Señor, qué trabajo hubo aquí! ¡Qué estruendo de vasos! ¡Qué derribo de muros! ¡Qué destrozo de monumentos! ¡Qué derribo de asientos! ¡Qué arrancamiento de hierros y bronces de las ventanas! ¡Qué desfiguración de las armas! ¡Qué demolición de curiosos trabajos de piedra! ¡Qué estrépito de los tubos de los órganos! Y qué horrible triunfo en la plaza del mercado ante todo el país, cuando se amontonaron todos los tubos de órgano destrozados, los ornamentos, tanto las copas como los sobrepellices, junto con la cruz de plomo que acababa de ser cortada del púlpito del Patio Verde y los libros de servicio y de canto que podían tirarse al fuego en la plaza del mercado público.
El cristianismo protestante no era uniformemente hostil al uso de imágenes religiosas. Martín Lutero enseñó la "importancia de las imágenes como herramientas de instrucción y ayudas a la devoción," afirmando: "Si no es un pecado, sino un bien tener la imagen de Cristo en mi corazón, ¿por qué debería ser un pecado tenerla en mis ojos?" Las iglesias luteranas conservaron los interiores ornamentados de los templos con un crucifijo prominente, reflejando su elevada visión de la presencia real de Cristo en la Eucaristía. Como tal, "el culto luterano se convirtió en una compleja coreografía ritual ambientada en el interior de una iglesia ricamente amueblada. " Para los luteranos, "la Reforma renovó la imagen religiosa en lugar de eliminarla"

El erudito luterano Jeremiah Ohl escribe: : 88–89 
 Zuinglio y otros, en aras de salvar la Palabra, rechazaron todo arte plástico; Lutero, con igual preocupación por la Palabra, pero mucho más conservador, quería que todas las artes fueran servidoras del Evangelio. "No soy de la opinión", dijo [Lutero], "de que todas las artes deban ser desterradas y expulsadas a causa del Evangelio, como algunos fanáticos quieren hacernos creer; sino que deseo verlas todas, especialmente la música, al servicio de Aquel que las dio y creó". De nuevo dice: "Yo mismo he oído a los que se oponen a las imágenes, leer de mi Biblia alemana... Pero ésta contiene muchas imágenes de Dios, de los ángeles, de los hombres y de los animales, especialmente en el Apocalipsis de San Juan, en los libros de Moisés y en el libro de Josué. Por lo tanto, rogamos a estos fanáticos que nos permitan también pintar estos cuadros en la pared para que sean recordados y mejor comprendidos, ya que pueden dañar tan poco en las paredes como en los libros. Ojalá pudiera persuadir a los que pueden permitírselo de que pinten toda la Biblia en sus casas, por dentro y por fuera, para que todos la vean; esto sí que sería una obra cristiana. Porque estoy convencido de que la voluntad de Dios es que oigamos y aprendamos lo que ha hecho, especialmente lo que sufrió Cristo. Pero cuando oigo estas cosas y las medito, me resulta imposible no imaginármelas en mi corazón. Lo quiera o no, cuando oigo hablar de Cristo, una forma humana colgada en una cruz surge en mi corazón: igual que veo mi rostro natural reflejado cuando miro al agua. Ahora bien, si no es pecaminoso para mí tener la imagen de Cristo en mi corazón, ¿por qué habría de serlo tenerla ante mis ojos?
El sultán otomano Solimán el Magnífico, que tenía razones pragmáticas para apoyar la Revuelta de los Países Bajos (los rebeldes, como él mismo, luchaban contra España), también aprobaba completamente la "destrucción de ídolos", que concordaba bien con las enseñanzas musulmanas.
Un poco más tarde en la historia holandesa, el artista Johannes van der Beeck fue arrestado y torturado en 1627, acusado de ser un inconformista religioso y un blasfemo, hereje, ateo y satanista. La sentencia del 25 de enero de 1628 emitida por cinco notables abogados de La Haya lo declaró culpable de "blasfemia contra Dios y ateísmo declarado, al mismo tiempo que de llevar un estilo de vida espantoso y pernicioso". Por orden del tribunal se quemaron sus cuadros, de los que sólo sobreviven algunos"

## Otros casos
Muchos de los moái de Isla de Pascua fueron derribados durante el siglo XVIII en la iconoclasia de las guerras civiles anteriores a cualquier encuentro europeo. Otros casos de iconoclasia pueden haber ocurrido en toda la Polinesia Oriental durante su conversión al cristianismo en el siglo XIX.
Desde el siglo XVI hasta el XIX, muchas de las deidades y textos religiosos del Politeísmo de la América precolonial, Oceanía y África fueron destruidos por los misioneros cristianos y sus conversos, al igual que durante la Conquista española del Imperio azteca y la Conquista española del Imperio inca.